# Arabischsprachige Wikipedia
Die arabischsprachige Wikipedia (arabisch ويكيبيديا العربية, DMG Wīkībīdiyā al-ʿArabiyya) ist eine Variante der Online-Enzyklopädie Wikipedia in arabischer Sprache. Sie wurde am 9. Juli 2003 gegründet. Im April 2019 hatte die arabischsprachige Wikipedia über 716.000 Artikel und über 1.640.000 registrierte Benutzer, davon waren ca. 4.650 aktiv. Die arabischsprachige Wikipedia ist derzeit die sechzehntgrößte Sprachversion der Wikipedia nach der Artikelzahl und ist die erste semitische Sprache, die über 100.000 und über 1.000.000 Artikel hatte.
Seit 2008 besteht zudem eine weitere Wikipedia-Version im Ägyptisch-Arabischen Dialekt.

## Schrift und Design

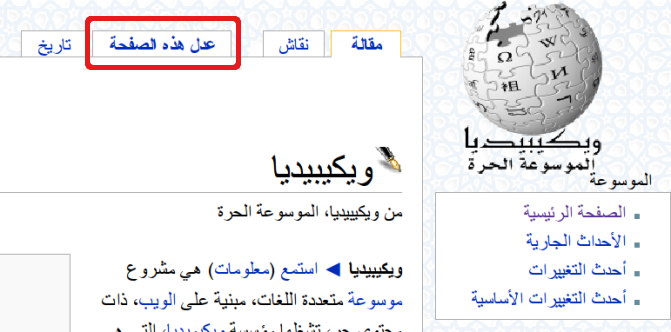
Screenshot der „Bearbeiten“-Schaltfläche der Arabischsprachigen Wikipedia, alter Hintergrund im Jahr 2008

Wie bei allen linksläufigen Schriften ist das Design der arabischsprachigen Wikipedia spiegelbildlich zu den Sprachversionen, in denen von links nach rechts geschrieben wird. Bevor Wikipedia auf MediaWiki 1.16 aktualisiert wurde, hatte die arabischsprachige Wikipedia einen voreingestellten Hintergrund, der von den Ornamenten in der arabischen Architektur inspiriert war. Wenn man von MediaWikis neuem voreingestellten Vector-Layout auf die das ursprüngliche MonoBook-Layout umschaltet, erhält man wieder diesen Seitenhintergrund.

## Blockaden
Die arabischsprachige Wikipedia wurde in Syrien ohne eine offizielle Begründung von der syrischen Regierung gesperrt. Die Blockade begann am 30. April 2008 und dauert bis heute, wohingegen alle anderen Sprachversionen der Wikipedia frei zugreifbar blieben. Die Domain der Server für Mediendateien wird ebenfalls blockiert, sodass in allen Wikipedia-Sprachversionen keine Bilder geladen werden können.
Im Dezember 2023 wurde die arabischsprachige Wikipedia aus Protest gegen den Krieg in Gaza für einen Tag geschlossen. Die Benutzer können nur die Inhalte sehen, aber nicht bearbeiten.

## Evaluierung und Kritik

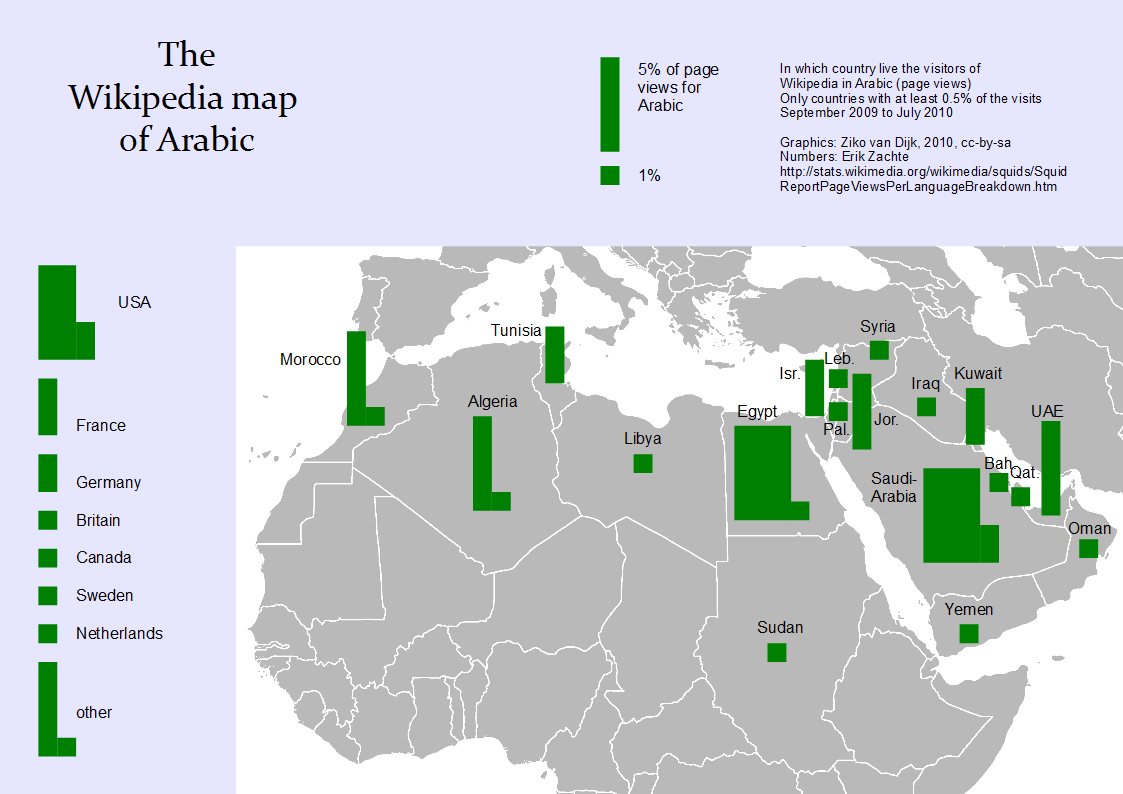
Die Karte zeigt, aus welchen Ländern die Seite der arabischsprachigen Wikipedia abgerufen wird

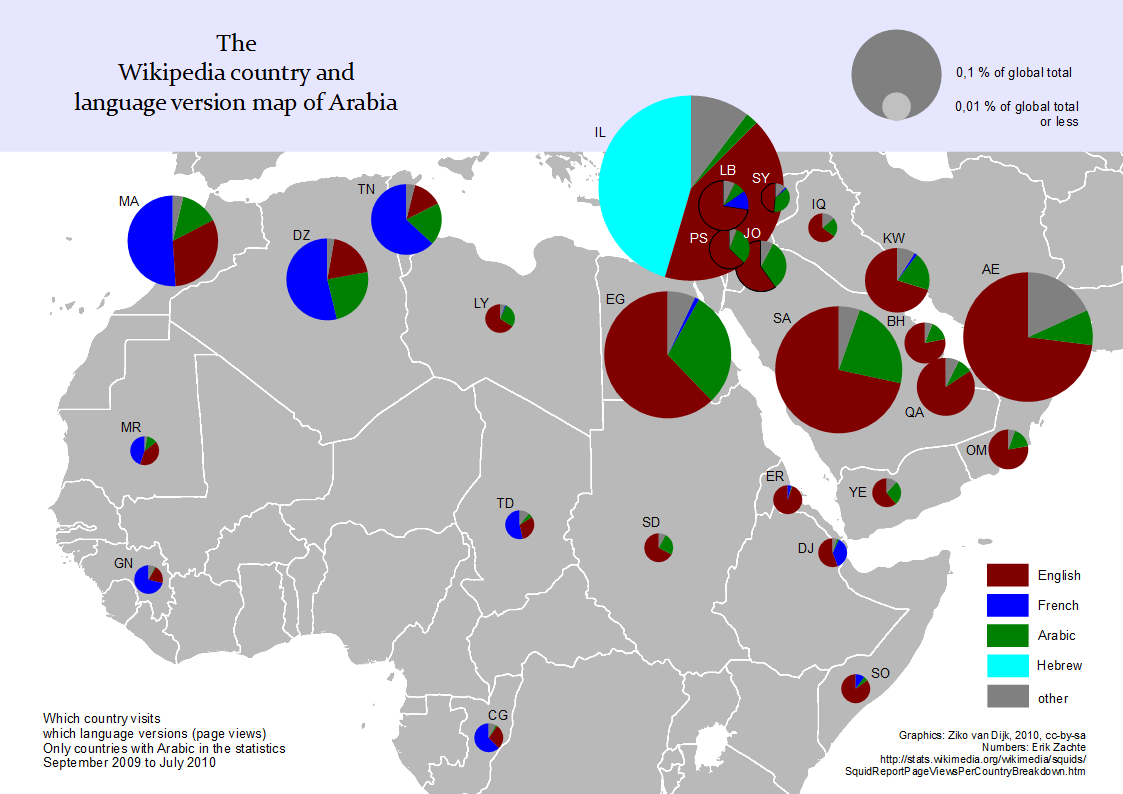
Seitenabrufe von September 2009 bis Juli 2010 nach verschiedenen Wikipedia-Sprachversionen in Nordafrika und dem Nahen Osten,

Im Februar 2018 erzielte die arabischsprachige Wikipedia eine Punktzahl von 233 in Bezug auf die Bearbeitungstiefe (ein grober Indikator für die Qualität der Enzyklopädie), was besser ist als das Ergebnis der deutschsprachigen (96), der französischsprachigen (223) oder der japanischsprachigen Wikipedia (80), und ist der sechsthöchste einer Wikipedia mit mehr als 100.000 Artikeln nach der englischsprachigen (1017), der serbokroatischsprachigen (782), der vietnamesischsprachigen (274), der hebräischsprachigen (245) und der thailändischsprachigen Wikipedia (238).
Auf der Wikimania 2008 argumentierte Jimmy Wales, dass Verhaftungen wie die des ägyptischen Bloggers Kareem Amer sich negativ auf die Entwicklung der arabischsprachigen Wikipedia auswirken könnten, weil die Wikipedianer deswegen Angst hätten, zu ihr beizutragen.
Tarek Al Kaziri von Radio Nederland Wereldomroep vertrat 2010 die Einschätzung, dass die arabischsprachige Wikipedia die arabische Realität im Allgemeinen wiedergebe. Geringe Teilnahme verringere die Möglichkeit, dass die Artikel bewertet, entwickelt und aktualisiert werden und die politische Polarisation der Teilnehmer mache es wahrscheinlich, dass die Artikel eine einseitige Sichtweise enthielten.
Laut Alexa Internet ist die arabischsprachige Wikipedia die elftmeist besuchte Sprachversion der Wikipedia, wobei die Subdomain ar.wikipedia.org ungefähr 1,37 % der gesamten Abrufe der Website wikipedia.org anzieht.